# Shalva Sutiashvili

a Compétitions nationales et continentales officielles uniquement.

b Matchs officiels uniquement.
Dernière mise à jour le 9 janvier 2021.
Shalva Sutiashvili (en géorgien : შალვა სუთიაშვილი), né le 24 janvier 1984, est un joueur géorgien de rugby à XV qui évolue au poste de deuxième ligne et troisième ligne. 

## Biographie
Shalva Sutiashvili débute le rugby à l'âge de 18 ans. Il débute en sélection nationale en 2005, face au Chili. En 2006, il quitte la Géorgie pour rejoindre l'Andorre, et son club phare le VPC Andorra XV qui évolue dans les divisions françaises,. Après une saison, il rejoint le club de l'AC Bobigny, mais n'y reste qu'une saison avant de rejoindre le RC Massy en 2008. 
En 2011, il participe à la coupe du monde, où il joue deux matchs.
Avec Massy, il va connaître deux montées en Pro D2 (en 2012 et 2014), mais sans remporter la Fédérale 1. Il quitte le club en 2015, après la relégation de Pro D2. Il participe au mondial 2015 avec la Géorgie, où il joue trois matchs, dont un en tant que titulaire. Après le mondial, il s'engage en faveur du Soyaux Angoulême XV Charente, avec qui il obtient la promotion en Pro D2. 
Il va devenir un élément important de Soyaux Angoulême, jouant 70 matchs en trois saisons de Pro D2 de 2016 à 2019. En 2019, il joue sa troisième coupe du monde avec la Géorgie, où il joue deux matchs.
Début 2020, il prolonge pour deux saisons supplémentaires avec Soyaux Angoulême, où il est devenu vice-capitaine. Il met un terme à sa carrière en 2022, après avoir aidé le SA XV à remonter en Pro D2.

## Carrière

### En club
- 2006-2007 :  VPC Andorra XV
- 2007-2008 :  AC Bobigny
- 2008-2015 :  RC Massy
- 2015-2022 :  Soyaux Angoulême XV Charente

## Palmarès
- Championnat européen des nations de rugby à XV 2004-2006
- Championnat européen des nations de rugby à XV 2006-2008
- Championnat européen des nations de rugby à XV 2010-2012
- Championnat européen des nations de rugby à XV 2012-2014
- Championnat européen des nations de rugby à XV 2014-2016
- Championnat international d'Europe de rugby à XV 2017-2018
- Championnat international d'Europe de rugby à XV 2018-2019
- Championnat international d'Europe de rugby à XV 2019-2020

## Statistiques

### En sélection
| Année | Compétition              | Matchs | Points | Essais | Transf. | Drops | Pénal. |
| ----- | ------------------------ | ------ | ------ | ------ | ------- | ----- | ------ |
| 2005  | CEN D1 2004-2006         | 1      | -      | -      | -       | -     | -      |
| 2006  | CEN D1 2004-2006         | 1      | -      | -      | -       | -     | -      |
| 2007  | CEN D1 2006-2008         | 1      | -      | -      | -       | -     | -      |
| 2007  | Coupe des nations 2007   | 2      | -      | -      | -       | -     | -      |
| 2008  | CEN D1 2006-2008         | 4      | -      | -      | -       | -     | -      |
| 2008  | Test                     | 1      | -      | -      | -       | -     | -      |
| 2010  | Coupe des nations 2010   | 3      | 5      | 1      | -       | -     | -      |
| 2010  | Test                     | 2      | -      | -      | -       | -     | -      |
| 2011  | CEN D1 2010-2012         | 5      | -      | -      | -       | -     | -      |
| 2011  | Coupe du monde 2011      | 2      | -      | -      | -       | -     | -      |
| 2012  | CEN D1 2010-2012         | 3      | -      | -      | -       | -     | -      |
| 2012  | Test                     | 3      | -      | -      | -       | -     | -      |
| 2013  | CEN D1 2012-2014         | 5      | -      | -      | -       | -     | -      |
| 2013  | Tbilissi Cup 2013        | 2      | -      | -      | -       | -     | -      |
| 2013  | Test                     | 4      | -      | -      | -       | -     | -      |
| 2014  | CEN D1 2012-2014         | 2      | -      | -      | -       | -     | -      |
| 2014  | Tbilissi Cup 2014        | 2      | -      | -      | -       | -     | -      |
| 2015  | CEN D1 2014-2016         | 5      | -      | -      | -       | -     | -      |
| 2015  | Test                     | 1      | -      | -      | -       | -     | -      |
| 2015  | Coupe du monde 2015      | 3      | -      | -      | -       | -     | -      |
| 2016  | CEN D1 2014-2016         | 5      | 5      | 1      | -       | -     | -      |
| 2016  | Test                     | 5      | -      | -      | -       | -     | -      |
| 2017  | Test                     | 1      | -      | -      | -       | -     | -      |
| 2018  | REC 2018                 | 3      | -      | -      | -       | -     | -      |
| 2018  | Test                     | 4      | -      | -      | -       | -     | -      |
| 2018  | Pacific Nations Cup 2018 | 2      | -      | -      | -       | -     | -      |
| 2019  | REC 2019                 | 3      | -      | -      | -       | -     | -      |
| 2019  | Test                     | 2      | -      | -      | -       | -     | -      |
| 2019  | Coupe du monde 2019      | 2      | -      | -      | -       | -     | -      |
| 2020  | REC 2020                 | 3      | -      | -      | -       | -     | -      |
| Total | Total                    | 82     | 10     | 2      | -       | -     | -      |

| Essai | Adversaire | Lieu                               | Compétition            | Date           | Résultat | Score |
| ----- | ---------- | ---------------------------------- | ---------------------- | -------------- | -------- | ----- |
| 1     | Écosse A   | Stade Arcul de Triumf, Bucarest    | Coupe des nations 2010 | 11 juin 2010   | Victoire | 21-22 |
| 1     | Allemagne  | Stade de rugby d'Avchala, Tbilissi | CEN D1 2014-2016       | 6 février 2016 | Victoire | 59-7  |